# Újszalonta
Újszalonta község Békés vármegye Sarkadi járásában.

## Fekvése
Békés vármegyében, Sarkadtól északkeletre, Méhkerék északkeleti szomszédságában fekvő település. Természetföldrajzi szempontból a Kis-Sárrét délkeleti peremén fekszik.
Szomszédai: észak felől Mezőgyán, délnyugat felől Méhkerék, nyugat felől pedig Sarkadkeresztúr; keleti irányból Romániához, ezen belül jobbára Nagyszalontához tartozó területek határolják.

### Megközelítése
Közúton legegyszerűbben Sarkad felől (Méhkerék érintésével) érhető el, a 4252-es útból kiágazó 42 153-as úton; vagy a kötegyáni határátkelőhely irányából a 4251-es, majd szintén a 42 153-as úton. Északi szomszédja, Mezőgyán irányából csak egy alsóbbrendű, számozatlan önkormányzati út vezet a községbe.

## Története
1920-ig Nagyszalonta része volt, annak tanyajellegű külterülete, a trianoni békeszerződés alapján kialakult új országhatár vágta el attól, majd 1924-ben alakult önálló községgé, ám ezt követően is Nagyszalontának hívták. A második bécsi döntést követően változtatták meg a nevét, megkülönböztetendő a visszakerült Nagyszalontától.
Érdekesség, hogy a községnek hosszú ideig nem volt „belterülete”.
1976-tól a Kötegyáni községi tanács igazgatta. A rendszerváltás óta ismét önálló. A megye és a Dél-Alföld legkisebb települése, népessége ma már a 100 főt sem éri el.

## Címere
A címer külső formájában és belső jegyeiben, hagyományőrző módon a határon túli „anyaváros” Nagyszalonta 1606-ban Bocskai Istvántól kapott ősi címerét idézi.
A címer egy csücskös talpú, hasított, alul vágott katonai pajzs. A bal oldali mező felső része vörös, melyben egy aranyoroszlán zöld mezőben áll, felette aranyszínű, emberarcú nappal. A vörös szín a vérzivataros múltat, valamint a jelenkor reményteli, erőt sugárzó lüktetését hivatott kifejezni, míg a címerállat az erőt, a kitartást és a mindennapi létért  való küzdeni tudást sugallja. Kezében a három búzakalász a hit, remény és szeretet szimbólumai, de ugyanakkor a település mezőgazdasági jellegét is tükrözi.
A jobb oldali mező égszínkék terében arany harang található, melyet a község lakossága adományozott a településnek. Így az az összetartozás. a vallási hovatartozás szimbóluma. Az emberarcú nap és hold a folytonosság, az élet, a jövő és megújulás, az egység biztosítékai.
A pajzsfőn ezüstszínű katonai sisak, melyen öt gyöngyös, leveles, arany színű királyi korona díszeleg. A koronából öt strucctoll emelkedik ki, fehér, piros, kék, piros, fehér színekben.
A sisak csúcsából leomló kétoldali, díszes szalagok balról arany-kék, jobbról ezüst-vörös színűek.

## Közélete

### Polgármesterei
| Polgármester | Polgármester | Polgármester |  |
| ------------ | ------------ | ------------ |  |
| 1990–1994    | Szabó Lajos  | FKgP         |  |
| 1994–1998    | Szabó Lajos  | független    |  |
| 1998–2002    | Kenéz Péter  | független    |  |
| 2002–2006    | Kenéz Péter  | független    |  |
| 2006–2010    | Jova Tibor   | független    |  |
| 2010–2014    | Jova Tibor   | független    |  |
| 2014–2019    | Jova Tibor   | Fidesz-KDNP  |  |
| 2019–2024    | Jova Tibor   | Fidesz-KDNP  |  |
| 2024–        | Jova Tibor   | Fidesz       |  |

## Népesség
A település népességének változása:
| Lakosok száma | 107  | 100  | 106  | 102  | 86   | 88   | 75   |
|               | 2013 | 2014 | 2015 | 2021 | 2022 | 2023 | 2024 |

2001-ben a település lakosságának 90%-a magyar, 7%-a román, 2%-a örmény és 1%-a német nemzetiségűnek vallotta magát.
A 2011-es népszámlálás során a lakosok 99%-a magyarnak, 1% örménynek, 9,9% románnak, 1% szlováknak mondta magát (1% nem nyilatkozott; a kettős identitások miatt a végösszeg nagyobb lehet 100%-nál). A vallási megoszlás a következő volt: római katolikus 10,9%, református 48,5%, görögkatolikus 1%, felekezeten kívüli 12,9% (22,8% nem nyilatkozott).
2022-ben a lakosság 84,9%-a vallotta magát magyarnak, 10,5% románnak, 1,2% szlováknak, 1,2% egyéb, nem hazai nemzetiségűnek (11,6% nem nyilatkozott; a kettős identitások miatt a végösszeg nagyobb lehet 100%-nál). Vallásuk szerint 39,5% volt református, 14% római katolikus, 10,5% ortodox, 2,3% görög katolikus, 1,2% egyéb keresztény, 10,5% felekezeten kívüli (22,1% nem válaszolt).

## Nevezetességei
A településtől keletre halad el a szarmaták által 324 és 337 között épített, az Alföldet körbekerülő Csörsz-árok (vagy más néven Ördögárok) nyomvonala.